# پروتئین ام
پروتئین ام (به انگلیسی: M proteins) یا پاراپروتئین (Paraprotein) یا ایمونوگلوبولین زنجیره سبک پادتنی است که در مقادیر بسیار زیاد در خون یا ادرار افراد مبتلا به میلوم متعدد و دیگر انواع تومورهای پلاسما سل (نوعی سلول ایمنی) یافت می‌شود.
ایمونوگلوبین‌های زنجیره سبک آزاد در خون یا ادرار بیمار را که تک دودمانی هستند (ناشی از تکثیر فراوان یک سلول پلاسما سل هستند) پروتئین بنس جونز (Bence Jones protein) می‌نامند.